# مکافات (فیلم ۱۳۶۶)
مکافات فیلمی به کارگردانی منوچهر مصیری و نویسندگی منوچهر مصیری، سعید جم ساختهٔ سال ۱۳۶۶ است.

## خلاصه داستان
ناخداحیدر با لنج خود مسافر و بارهای تجارتی حمل می‌کند...

## بازیگران
- جمشید مشایخی
- عبدالرضا اکبری
- ولی شیراندامی
- افسانه بایگان
- توران مهرزاد
- آزیتا لاچینی
- ناصر گیتی جاه
- روح‌انگیز مهتدی
- عبداله ناظری
- محسن زهتاب
- حسین صفاریان
- رامین دانش پور
- علی اصغر گرمسیری